# Jugoslavia ai Giochi della XXI Olimpiade
La Jugoslavia partecipò ai Giochi della XXI Olimpiade che si sono svolti a Montréal dal 17 luglio al 1º agosto 1976, con una delegazione di 126 atleti impegnati in 14 discipline per un totale di 52 competizioni. Portabandiera fu il pallamanista Hrvoje Horvat, alla sua seconda Olimpiade dopo aver conquistato l'oro a Monaco di Baviera 1972.
Il bottino della squadra fu di otto medaglie: due d'oro, tre d'argento e altrettante di bronzo, che le valsero il sedicesimo posto nel medagliere complessivo. A livello individuale, l'unico atleta vincitore di due medaglie fu il canoista Matija Ljubek, con un oro e un bronzo.

## Medaglie
| Medaglia | Nome           | Sport              | Evento             |
| -------- | -------------- | ------------------ | ------------------ |
| Oro      | Matija Ljubek  | Canoa/kayak        | C1 1000 m          |
| Oro      | Momir Petković | Lotta greco-romana | Pesi medi          |
| Argento  | Ivan Frgić     | Lotta greco-romana | Pesi gallo         |
| Argento  | Jugoslavia     | Pallacanestro      | Torneo maschile    |
| Argento  | Tadija Kačar   | Pugilato           | Pesi medio-leggeri |
| Bronzo   | Matija Ljubek  | Canoa/kayak        | C1 500 m           |
| Bronzo   | Slavko Obadov  | Judo               | Pesi medi          |
| Bronzo   | Ace Rusevski   | Pugilato           | Pesi leggeri       |

## Risultati

### Pallacanestro
- Uomini

| Atleta | Classifica |
| --- | ---------- |
| V · D · M Nazionale jugoslava - Pallacanestro ai Giochi della XXI Olimpiade - Torneo maschile 4 Georgievski · 5 Kićanović · 6 Jelovac · 7 Žižić · 8 Jerkov · 9 Knego · 10 Slavnić · 11 Ćosić · 12 Šolman · 13 Varajić · 14 Dalipagić · 15 Delibašić · All. Mirko Novosel | Argento    |
| Nazionale jugoslava - Pallacanestro ai Giochi della XXI Olimpiade - Torneo maschile |            |
| 4 Georgievski · 5 Kićanović · 6 Jelovac · 7 Žižić · 8 Jerkov · 9 Knego · 10 Slavnić · 11 Ćosić · 12 Šolman · 13 Varajić · 14 Dalipagić · 15 Delibašić · All. Mirko Novosel                                                                                               |            |

### Pallanuoto
| Atleta | Classifica |                       |
| --- | --- | --------------------- |
| V · D · M Nazionale maschile jugoslava di pallanuoto · Giochi olimpici - Montréal 1976 Marković • Bonačić • Marović • Manojlović • Savinović • Polić • Belamarić • Antunović • Dabović • Lozica • Kačić · CT : Vlaho Orlić | 5° |                       |
| Nazionale maschile jugoslava di pallanuoto · Giochi olimpici - Montréal 1976 | |                       |
| Marković • Bonačić • Marović • Manojlović • Savinović • Polić • Belamarić • Antunović • Dabović • Lozica • Kačić · CT: Vlaho Orlić                                                                                         | Marković • Bonačić • Marović • Manojlović • Savinović • Polić • Belamarić • Antunović • Dabović • Lozica • Kačić · CT: Vlaho Orlić | Jugoslavia (bandiera) |